# Julia Stinshoffová
Julia Stinshoffová (* 27. prosinec 1974 Bonn, Severní Porýní-Vestfálsko, Německo) je německá herečka, zpěvačka a tanečnice.

## Život
Nejdříve začala studovat anglickou literaturu, filozofii a religionistiku, ale později studia zanechala. Jejím velkým snem bylo se stát cvičitelkou fitness, avšak její velké plány do budoucna překazila vážná zlomenina nohy. Pro herectví se rozhodla, když před lety ležela v nemocnici s poraněnou nohou, bylo jí totiž jasné, že s kariérou fitness trenérky je konec. Vystudovala tanec a drama na Státní škole hudby, tance a herectví (umělecká škola) v Hamburku (1997-1999) a herectví u Johanny Brixové. Pak začala na univerzitě v Brémách studovat psychologii.
Její první role byly v reklamách. Další role byly v krátkých televizních filmech např. Dumm gelaufen, Sie haben Post. Hrála v seriálech Dr. Stefan Frank, Ein Alptraum von 31/2 Kilo a Ohne Worte. Proslavila se především jako Lene Anschütz v seriálu Bronski & Bernstein. Od té doby získávala jednu roli za druhou a dokonce dvakrát byla nominována na nejlepší komediální herečku. Poprvé za film Crazy Race, kde ztvárnila roli policistky Andrey. Zde si mimochodem zahrála i s českou pornoherečkou Dolly Buster. Podruhé to bylo za roli Rotkäppchen ve stejnojmenné verzi pohádky pro televizi 7.
Má stálé divadelní angažmá v Bonnu a Hamburku. V Česku je známá především díky seriálu Kobra 11: Nasazení týmu 2, kde hrála komisařku Susannu von Landitzovou. S kolegou ze seriálu Kobra 11: Nasazení týmu 2 Hendrikem Durynem si zahrála ve filmu Hodná, drsná holka (Good Girl, Bad Girl).
Mluví německy, anglicky, italsky a ovládá kolínský a bavorský dialekt. Věnuje se herectví, zpěvu, tanci, lehké atletice, vysokohorské turistice, józe a jezdí na in-line bruslích. Navštěvuje hodiny zpěvu u Anjy Launhard a na její herecký talent dohlíží Johanna Brix. Má ráda tanec od baletu přes jazz až po hip-hop.
Od roku 2010 žije s hercem Leanderem Lichtim. Žijí[kdy?] v Hamburku.

## Filmografie
- 2001: Bronski & Bernstein
- 2002: Ein Albtraum von 3 1/2 Kilo
- 2002: Weihnachtsmann gesucht
- 2002: Broti & Pacek - irgendwas ist immer (epizoda: Südlich der Gürtelschnalle)
- 2002: Ladykracher
- 2003: Krista
- 2003: Beze slov (Ohne Worte (epizoda: Episode #1.1))
- 2003: Crazy Race
- 2003: Její vrazi (Adelheid und ihre Mörder (epizoda: Ende einer Karriere))
- 2001-2002: Kobra 11: Nasazení týmu 2
- 2004: Die Sandra Situation
- 2004: Láska musí počkat (Liebe in der Warteschleife)
- 2004: Žralok útočí (Hai-Alarm auf Mallorca)
- 2005: LiebesLeben
- 2005: Sága rodu Vandenbergů (Die Patriarchin)
- 2005: Nicht ohne meinen Schwiegervater
- 2006: Hodná, drsná holka (Good Girl, Bad Girl)
- 2006: Die ProSieben Märchenstunde (epizoda: Rotkäppchen - Wege zum Glück)
- 2006: Alles über Anna (epizoda: Alles auf Anfang)
- 2006: Poldové z Rosenheimu (Die Rosenheim-Cops (epizoda: In der Höhle des Mörders))
- 2006: Štěstí na dosah (Der Fürst und das Mädchen)
- 2006: Nicht ohne meine Schwiegereltern
- 2007: Úplný idiot (Vollidiot)
- 2008: Hájovna Falkenau (Forsthaus Falkenau (epizoda: Gefangen auf Teneriffa))
- 2008: Rodina doktora Kleista (Familie Dr. Kleist (epizoda: Katastrophen))
- 2008: Lutter
- 2008: Ein Date fürs Leben
- 2009: Ladykracher
- 2009: Dora Heldt: Urlaub mit Papa
- 2010: Nevhodný snoubenec (Inga Lindström: Mein falscher Verlobter)
- 2010: Vier Frauen und ein Todesfall
- 2010: SOKO Stuttgart (epizoda: Türen der Stadt)
- 2010: Překážky lásky (Lilly Schönauer (epizoda: Liebe mit Hindernissen))
- 2011: Das Traumschiff (epizoda: Bora Bora)
- 2011: Dora Heldt: Tante Inge haut ab
- 2011: Cesta za pokladem (Ein Schatz fürs Leben – Abenteuer in Panama)
- 2010-2011: Danni Lowinski
- 2012: Die Tote ohne Alibi